# Midori no hibi
Midori no Hibi (美鳥の日々, Dias de Midori) é uma série japonesa de anime e mangá, criada por Kazurou Inoue (井上和郎, Inoue Kazurō).
O nome da série foi baseado na tradicional comemoração do "Dia do Verde" (Mi = belo . dori(tori) = pássaro . Hi = dia, sendo que Hibi é o plural [dias]
)
Foram produzidos no total 85 capítulos de mangá, publicados a partir de 2004 pela revista Shonen Sunday e 13 episódios de animê produzidos pelo Studio Pierrot.
No Brasil, não se tem uma definição oficial de algum distribuidor.

## A História
Seiji Sawamura é um jovem estudante colegial, com a reputação de ser o "garoto brigão" da escola devido as inúmeras brigas da qual ele acaba se envolvendo para proteger as pessoas. Sua mão direita é conhecida como o "Punho do Demônio", e isso o faz ser reconhecido e temido pelos outros garotos. Com isso, sua vida amorosa acaba não sendo do jeito que ele gostaria que fosse, pois as meninas o temem também.
Após várias tentativas de paquera e um recorde de foras, eis que ele acorda um dia e se depara com assustadora situação: sua mão direita virou uma garotinha, que do nada se declara para ele, e confessa que o ama há muito tempo, mas era tímida demais para falar - seu nome é  Midori Kasugano.
Midori Kasugano também é uma colegial, porém de outra escola. Tímida e sensível, é apaixonada em segredo por Seiji, porém nunca consegue se confessar para ele, devido a sua timidez. Com esta situação, ela acaba se abrindo mais e fica feliz por estar do lado de seu amado de um jeito ou de outro.
Com esta situação, Seiji e Midori acabam convivendo forçadamente juntos e procurando um jeito de resolver esta estranha e engraçada situação.

## Personagens

### Protagonistas
Midori Kasugano - Midori é uma das personagens principais da série, admiradora secreta de Sawamura Seiji, acaba se tornando sua mão direita e assim passa dias nessa situação. Midori realmente gosta de ser a mão direita de seu amado Seiji, mas a partir de um certo ponto ela percebe que o mundo à sua volta continua girando e que muitas pessoas estão preocupadas com ela.
Sawamura Seiji - É muito conhecido entre os delinquentes da cidade como Cão raivoso Sawamura e sua mão direita é conhecida como Mão direita do Demônio. Certo dia, se lamentando por não conseguir uma namorada, ele percebe que sua mão direita havia se tornado Midori. Embora tenha essa fama de brigão, na verdade ele não machuca pessoas fracas e, diferente dos outros, aceita fazer o lado certo das coisas.

## Lista de Episódios
1. Namorada no braço direito
2. O sentimento dos dois
3. Dias de descobrimentos
4. A descoberta do segredo!
5. A força do amor
6. O super plano love love de Shiuri-chan
7. O primeiro encontro
8. Seiji na mão direita
9. Os dias de Takki
10. A distância do coração
11. O reencontro do destino
12. O adeus inesperado
13. Os dias dos dois